# ديبي كومبز
ديبي كومبز (بالإنجليزية: Debbie Combs)‏ هي مصارعة محترفة وممثلة أمريكية، ولدت في 18 أبريل 1959 في ناشفيل في الولايات المتحدة.

## وصلات خارجية
- ديبي كومبز على موقع CageMatch worker (الإنجليزية)
- ديبي كومبز على موقع قاعدة بيانات المصارعة على الإنترنت (الإنجليزية)